# Oera Linda

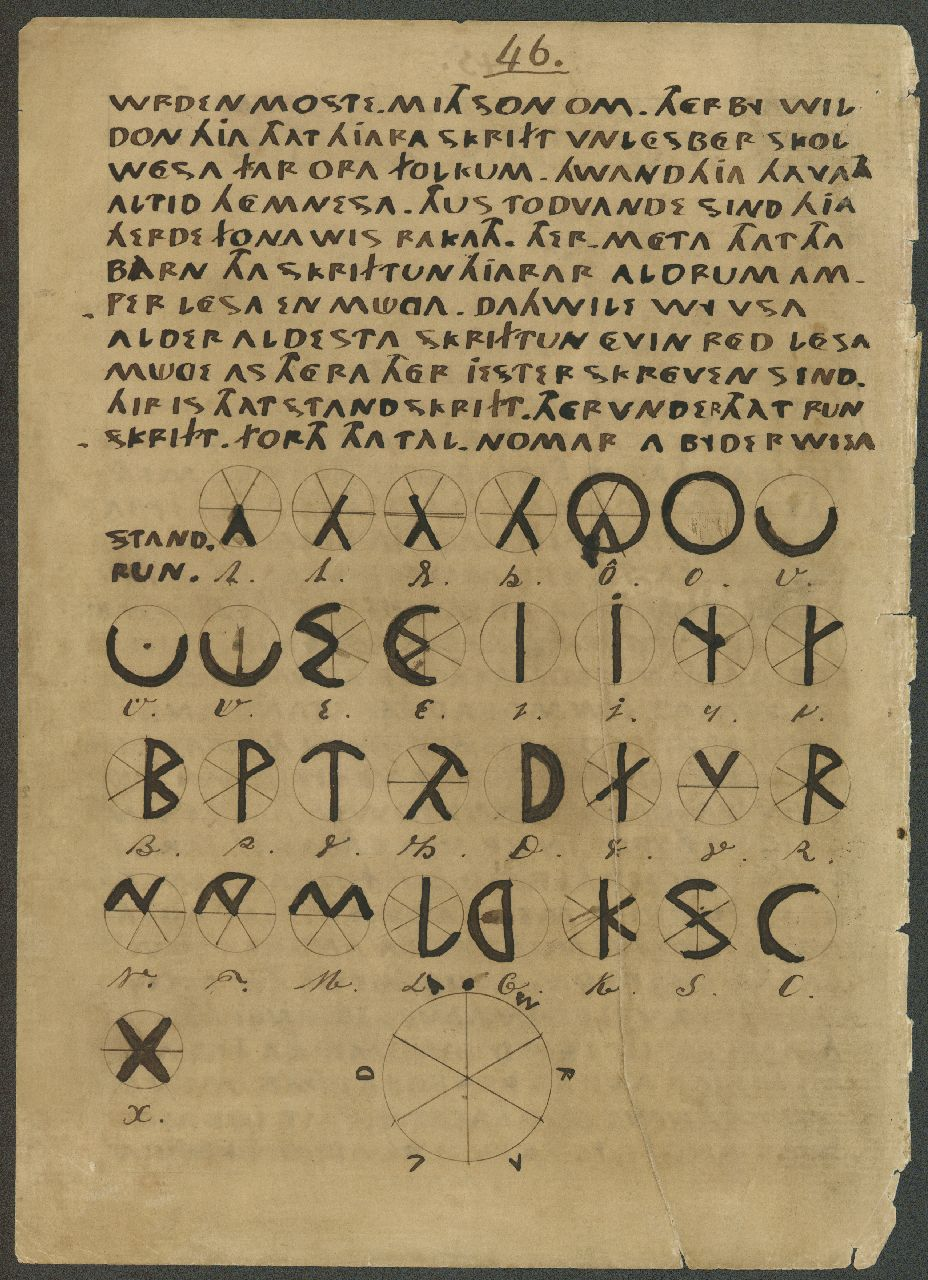
Sida av manuskriptet som förklarar dess handstil

Oera Linda är titeln till ett föregivet manuskript om frisernas historia, från tiden före Atlantis till 1256. Författaren har aldrig givit sig till känna, men det är klart att boken är ett falsarium från 1800-talet. Manuskriptet offentliggjordes 1867 av Cornelis over de Linden (1811–1874), som hävdade att det hade varit i släktens ägo sedan urminnes tider. En stor del av boken upptas av en krönika över släkten Oera Linda (Over de Linden). Handskriften ser lite ut som runskrift. Bokstäverna är baserade på ett hjul med sex ekrar, och är egentligen ett extremt typsnitt av det latinska alfabetet.

## 1800-talet
Enligt aktuell forskning skrevs boken för att driva med frisernas fantastiska historieskrivning (en motsvarighet till göticismen i Skandinavien). Boken var även tänkt som ett humoristiskt argument för ett historiskt-kritiskt sätt att läsa bibeln. Dock gick något snett: fast texten innehåller många uppenbara anakronistiska skämt, fanns det alltför många som ville tro att boken var autentisk. Särskilt den frisiska historikern J.G. Ottema (1804–1879) var en försvarare av boken. 1872 publicerade han en seriös översättning av det på låtsas-gammalfrisiska skrivna manuskriptet. 1876 skrev gymnasieläraren Beckering Vinckers en tillintetgörande kritik av denna "klantiga förfalskning skriven på gallimatias". Ottema hängde sig, och det blev tyst kring boken.

## Nazism
Herman Wirth återupptäckte boken 1922, och använde det för sina rasteorier och idéer om ett prehistoriskt matriarkat. 1933 publicerade Wirth översättningen på tyska: Die Ura-Linda-Chronik, men verket sågades året därpå av tyska historiker i Berlin. Det hindrade inte Heinrich Himmler från att utnämna Hirth som första ledare för Ahnenerbe 1935. Den Nazistiska tidningen Völkischer Beobachter noterade dock att Oera-Linda-boken var "uttalat tyskfientlig" och att endast friser betraktades som fria germaner. I september 1936 distanserade Hitler sig från Wirths idéer om Atlantis. Wirth promoverades till hedersordförande av Ahnenerbe, och efter 1938 hade han inte heller den posten kvar.